# 대전자운중학교
대전자운중학교(大田自雲中學校)는 대한민국 대전광역시 유성구 신봉동에 있는 공립 중학교이다.

## 학교 연혁
- 2003년 12월 19일 : 대전자운중학교 설립 인가
- 2006년 3월 3일 : 개교 및 입학식(4학급)
- 2009년 2월 11일 : 제1회 졸업식(94명)
- 2009년 12월 29일 : 10학급 인가 (특수학급 1포함)
- 2024년 1월 16일 : 제16회 졸업식(36명)
- 2024년 3월 4일 : 제19회 입학식(31명)
- 2024년 9월 1일 : 제8대 이종석 교장 부임

## 참고 자료
- 대전자운중학교 - 한국교육학술정보원 학교알리미